# Antipapa Nicolau V
Nicolau V (Corvara, Abruzos, Itália, 1260 - Avinhão, 1333), antipapa de 1328 a 1330.

## Biografia
Seu nome de nascimento era Pietro Rainalduccio, até que em 1285, ele ingressou na ordem dos franciscanos, onde adotaria outro nome e tornou-se famoso como pregador.
Em 12 de maio de 1328, foi coroado como papa (na verdade antipapa) Nicolau V, com o apoio do Imperador Luís IV do Sacro Império Romano-Germânico, em oposição a João XXII que o excomungou em abril de 1329. Com a esperança de ser perdoado caso se arrependesse, ele renunciou ao título e buscou uma reconciliação com João XXII, que o perdoou em 25 de agosto de 1330.
Ele permaneceu em uma prisão honrosa no palácio papal de Avignon até sua morte em outubro de 1333.